# Watertown (Minnesota)
Watertown é uma cidade localizada no estado americano de Minnesota, no Condado de Carver.

## Demografia
Segundo o censo americano de 2000, a sua população era de 3029 habitantes.
Em 2006, foi estimada uma população de 3998, um aumento de 969 (32.0%).

## Geografia
De acordo com o United States Census Bureau tem uma área de
4,4 km², dos quais 4,3 km² cobertos por terra e 0,1 km² cobertos por água. Watertown localiza-se a aproximadamente 296 m acima do nível do mar.

## Localidades na vizinhança
O diagrama seguinte representa as localidades num raio de 16 km ao redor de Watertown.